# Equação funcional
Em matemática, uma equação funcional é toda a equação em que as variáveis, são funções. Várias propriedades das funções, podem ser determinadas ao estudar as equações que elas satisfazem. O termo "Equação funcional" normalmente é reservado às equações que não podem ser reduzidas a equações algébricas, a maioria das vezes porque duas ou mais funções têm como argumento uma função desconhecida que falta resolver.
Quando o domínio da função é discreto (por exemplo, a função é uma sequência), a equação é chamada de relação de recorrência.